# Турист (фильм, 2021)
«Турист» — боевик совместного производства России и Центральноафриканской республики, снятый режиссёром Андреем Батовым и основанный на реальных событиях. Кинокартина повествует о произошедшей в конце 2020 года попытке государственного переворота в Центральноафриканской Республике, когда боевики и наемники атаковали столицу, чтобы сорвать президентские и парламентские выборы. Премьера фильма состоялась 14 мая 2021 года в Центральноафриканской Республике на стадионе города Банги. Премьера в России прошла 19 мая 2021 года на телеканале НТВ. Фильм спонсировался Евгением Пригожиным

## Сюжет
Декабрь 2020 года. Бывший сотрудник полиции Гриша Дмитриев в составе небольшой группы русских инструкторов прибывает в Центральноафриканскую Республику. Инструкторы должны обучить солдат местной армии основам тактики и методам ведения боя. В первые же дни учений Гриша, попросивший заменить свой позывной «Пионер», явно указывавший на его молодость и неопытность, получает взамен не менее красноречивый позывной «Турист» и вступает в конфликт с одним из старожилов (позывной «Макет»), который терпеть не может полицейских и не упускает случая поиздеваться над «первоходом».
Несколько бандитских группировок собираются занять столицу ЦАР, Банги, чтобы сорвать выборы президента страны и устроить в стране государственный переворот. Несколько блокпостов уже находятся под их контролем. Одной из таких группировок руководит жесткий и безжалостный Антуан. А всю коалицию «патриотов, борющихся за перемены», контролируют представители европейских элит. Русские инструкторы оказываются в эпицентре гражданской войны. Дабы не спровоцировать международный скандал, им запрещено вмешиваться в происходящее, можно только защищать самих себя в случае прямой угрозы. Однако там, где такая угроза действительно возникает, русские вынуждены несколько раз вступать в бой. Они серьёзно помогают местной армии, FACA, останавливая продвижение боевиков и защищая блокпосты.
Организаторы путча начинают всерьёз опасаться русских и отдают приказ атаковать удалённую и слабо защищённую базу FACA близ городка Бангасу, на которую только что прибыли всего десять русских инструкторов. Причём в этой атаке будет задействован не только местный вооружённый сброд, но и сотня профессиональных наёмников, только что специально переброшенных из Республики Чад. Цель атаки — одержать громкую победу над русскими, чтобы, агрессивно разрекламировав её, вынудить их полностью устраниться из вооружённого конфликта в ЦАР. Антуан, командующий боевиками, пытается убедить инструкторов не вмешиваться во внутренние разборки африканцев, но получает категорический отказ. Русские готовятся к обороне базы, рассчитывая на помощь FACA, но почти все местные военные оставляют лагерь, бросив десяток инструкторов фактически один на один с боевиками и наёмниками. Остаются всего четыре патриота, намеренных до конца защищать свою родину — трое мужчин и девушка по имени Катрин.
Командир группы инструкторов в районе Бангасу (позывной «Кубань») распределяет Туриста вторым номером в пулемётный расчёт к Макету, чему оба совсем не рады. Турист, со школы говорящий по-французски, вызывается помочь оставшимся африканцам, заблокированным в одном из зданий, и отправляется на базу, где знакомится с Катрин. Они оба попадают в засаду, рядом разрывается граната, Катрин контужена, и Грише приходится нести её на себе. Однако ему удаётся переломить ход боя, неожиданно появившись с фланга и подорвав гранатой пулемётчика боевиков. Турист почти добирается до своих, но получает серьёзное ранение и теряет сознание, Макет вместе с Лимоном, одним из бойцов группы, успевают вынести Туриста и Катрин из-под огня. Чуть позднее, во время короткой передышки, Макет, переживая за жизнь Гриши, периодически приходящего в сознание, решается на откровенность и рассказывает о причине своей ненависти к полицейским — оказывается, когда-то из-за их халатности погиб сын Макета.
Инструкторам удаётся остановить атаку боевиков, не дав им проникнуть на базу. За раненым Туристом и контуженной Катрин прибывает вертолёт, им успевают своевременно оказать помощь.
Руководители коалиции боевиков подводят итог: им не удалось сорвать выборы, действующий президент будет переизбран на второй срок. Им придётся на время залечь на дно в ожидании новой возможности осуществить переворот в ЦАР.
Гриша восстанавливается в России, но, поговорив с бывшим коллегой — тем самым, из-за коррупционных комбинаций которого его когда-то уволили из полиции — и с отвращением услышав от него слово «справедливость», вдруг отчётливо понимает, где именно и в каком качестве ему действительно удастся делать то, для чего он, собственно, и пошёл работать в полицию — восстанавливать справедливость. Турист, уже опытным бойцом с честно заработанной репутацией, возвращается в Африку.

## В ролях
- Алексей Шевченков — Алексей (позывной «Макет»)
- Владимир Петров — Гриша Дмитриев (позывной «Турист»)
- Флавия-Гертруда Мбайабе — Катрин
- Евгений Терских — Женя (позывной «Кубань»)
- Александр Барановский — позывной «Лимон»
- Сергей Воробьёв — Сергей (позывной «Енисей»)
- Георгий Болонев — позывной «Корг»
- Глеб Темнов − позывной «Седьмой»
- Сергей Гарусов — позывной «Памир»
- Бьян Веню — президент Туадера
- Мак Армель — Бозизе

## Рейтинги
На сайте онлайн кинотеатра Ivi фильм получил рейтинг 8,2, «Кинопоиск» поставил картине рейтинг 7.1.

## ЧВК «Вагнер» и Евгений Пригожин
Производство фильма связывают с частной военной компанией «Вагнер» и главой ЧВК «Вагнер» Евгением Пригожиным. В фильме присутствуют многие признаки ЧВК «Вагнер», в частности: используемые «вагнеровцами» автомобили «Урал» с характерными модификациями, самолёт Пригожина с тем же бортовым номером. Издание «Meduza» со ссылкой на источники в съёмочной группе фильма, «ЧВК Вагнера» и других структурах Пригожина написало о том, что фильм был снят на деньги бизнесмена. Сам Евгений Пригожин в ответ на вопрос журналиста «Медузы» о связи фильма «Турист» с реальными русскими наёмниками назвал её «врагом народа», которых «в советское время расстреливали».